# シャークアタック
『シャークアタック』（SHARK ATTACK）は、1999年のアメリカのテレビ映画。
ボブ・ミシオロウスキー監督による、サメを題材にしたパニック映画で、日本では劇場未公開。

## キャスト
※括弧内は日本語吹替
- スティーブン・マクレイ - キャスパー・ヴァン・ディーン（平田広明）
- コリン・デサンティス - ジェニファー・マクシェーン（岡本麻弥）
- ローレンス・ロウズ - アーニー・ハドソン（玄田哲章）
- マイルズ・クレーブン博士 - ベントレー・ミッチャム（山路和弘）
- マニ - トニー・カプラリ（牛山茂）
- 警察署長 - クリス・オレイ

## スタッフ
- 監督：ボブ・ミシオロウスキー
- 製作：マンディ・ブランチ
- 製作総指揮：アヴィ・ラーナー、ダニー・ディムボート、トレヴァー・ショート
- 脚本：スコット・ディヴァイン、ウィリアム・フック
- 撮影：ローレンス・シャー
- 音楽：サージ・コルバート
- 編集：ジェラルド・ジャクボヴィッツ